# Marusîne, Tulciîn
Marusîne (în ucraineană Марусине) este un sat în comuna Kînașiv din raionul Tulciîn, regiunea Vinnița, Ucraina.

## Demografie
Componența lingvistică a localității Marusîne
     Ucraineană (100%)
Conform recensământului din 2001, toată populația localității Marusîne era vorbitoare de ucraineană (100%).